# Debarca
Debarca (Macedonisch: Дебарца) is een gemeente in Noord-Macedonië.
Debarca telt 5507 inwoners (2002). De oppervlakte bedraagt 425,39 km², de bevolkingsdichtheid is 12,9 inwoners per km².